# Automatski vođena vozila
Automatski vođena vozila su vozila bez posade koja se kreću pomoću automatskog upravljačkog sistema koristeći senzore na infrastrukturi i na vozilu koji daju podatke o lokaciji i brzini vozila na osnovu kojih upravljački sistem šalje vozilu odgovarajuće komande kako bi moglo da prati odredjene putanje i da se kreće odgovarajućom brzinom. AGV vozila primenjuju prvenstveno u industrijskom saobraćaju,tj. u unutrašnjem transportu dok je njihova šira primena u spoljnjem transportu još uvek u razvoju.

## Opšte odlike
Automatski vođena vozila su u upotrebi preko 50 godina. To su industrijska vozila bez vozača, pogonjena pomoću elektro motora i baterija. Rade u različitim okruženjima i manipulišu sa različitim teretima pri čemu se masa ovih tereta kreće od nekoliko kilograma pa do tereta čija težina prelazi 100t.
Prvi AGV sistem je razvijen u  SAD-u od strane Berette Electronics 1950 godine, dok je prvi AGV sistem instaliran 1954 godine. Prvi AGV sistem je bio modifikovani traktor sa prikolicom pri čemu je navođenje vršeno pomoću žice. 
Danas automatski vođena vozila koriste uglavnom laser za navigaciju, gde laserski skener i reflektujući uređaji održavaju vozilo na željenom putu. Takođe su programirani da komuniciraju preko servera sa drugim vozilima da bi se obezbedilo glatko kretanje kroz skladišta i proizvodne pogone. Danas AGV igra važnu ulogu u dizajnu novih fabrika i skladišta i obezbeđivanja bezbednog kretanja robe.

## Žičano vođenje
Tipičan AGV pogon i upravljanje dobija se i vrši se preko vodiča I antene. Antene su vezana za vozila na taj način da je vod antene i vod žice centriran pri čemu krst antene seče žice vođenja. Antena se sastoji iz dva dela pri čemu se na svakom nalaze namotaji od žice. Pojačavanjem razlike u naponu između dve zavojnice dolazi do pravljenja signala. Ako se AGV kreće po zadatoj putanji dobija konstantan napon, dok sa udaljavanjem dolazi do slabljenja napona i dolazi do blokade signala i kretanja vozila, sem u slučaju kada ima baterije. Ovaj sistem je postigao visok nivo pouzdanosti kako bi se instaliralo ovo vodjenje, potrebno je napraviti kanal u podu i staviti u njega jednopolni provodnik koji se napaja konstantnom frekvencijom.
Antene na vozilima primaju signal magnetnog polja i ispravljaju putanju. Ovaj sistem je pouzdan, ali veoma invanzivan. Zbog ovih razloga ovaj sistem nije dobro standardno rešenje.     

## Magnetne trake
Koriste traku za vođenje vozila. Magnetna traka se pričvršćuje na površini poda. Na donjoj strani vozila se nalazi senzor koji detektuje traku.
Vođenje se koristi isključivo kada nema viljuškara na liniji. Viljuškare mogu oštetiti trake. Moguće je pokriti magnetne trake sa smolom, kako bi se rešio pomenuti problem, međutim treba imati u vidu da smola otežava promenu putanje.

## Lasersko vođenje
Sredinom 1980-ih prvi put je  predstavljeno vođenje bez žica pomoću lasera. Reflektivni ciljevi se postavljaju iznad poda na stubovima, zidovima, oko 25 metara pored. Svaki objekt idaje jedinstvene "X ,Y" koordinate. Ove koordinate se učitavaju u memoriju svakog AGV-a.
Lasersko vođenje podrazumeva da se na samom vozilu postavlja laserski skener, koji mora imati visoku preglednost ciljeva (tačaka) koji su obično napravljeni od visoko reflektujuće trake. Sistem čita reflektore koji se nalaze u zidu. Laser se stavlja na vozilo i laserski čitač može da napravi šest rotacija u minutu. U svakom trenutku kretanja minimalno tri mete moraju biti detektovane istovtemeno, a poželjno je pet.

## Inercijalno žiroskopsko vođenje
Kod vođenja pomoću inercije sistem poseduje specijalno napravljene magnetne senzore koji pronalaze male magnete instalirane u podu i tehnologiju žiroskopa kako bi se pravac AGV-a držao pod kontrolom. 
Inercijalni način vođenja vozila zasnovan je na korišćenju on-board žiroskopa i enkodiranih elektronskih signala koji se koriste za upoređivanje trenutne i očekivane pozicije vozila. 

## Prirodni navigacioni sistem vođenja
Prirodna navigacija eliminiše potrebu za dodavanjem reflektora ili markera u postojećem okruženju za navigaciju. Omogućava potpunu slobodu za organizaciju i reorganizaciju načina kretanja AGV vozila. Vreme instalacije je kratko, smanjuje troškove i minimizira efekta na operacije. Takođe je lako proširiti sistem i kreirati nove puteve za AGV. Sigurnost postaje još važnija kada se AGV mogu slobodnije kretati, ali sigurnosni senzori na AGV-u reaguju u samo 60 ms od detekcije objekta.
Referentne slike operativnog područja su snimljeni i uskladišteni u memoriji vozila.Izračunata je stvarna pozicija vozila na osnovu njegovog relativnog položaja u odnosu na te prirodne karakteristike. Kamera ili laser se mogu koristiti za snimanje referentnih slika operativnog područja i navigaciju.

## Optičko vođenje
Sistemi automatski vođenih vozila od kojih se zahteva velika preciznost prema drugim delovima opreme za rukovanje materijalima najčešće su upravljani pomoću kamera. Kamere imaju karakteristiku zumiranja slike i time olakšavaju funkcionisanje sistema pri specifičnim zahtevima. Takođe imaju i anti-šok sisteme koji sprečavaju sudare vozila sa drugim objektima i ljudima u sistemu. AGV koristi slike u obliku 360 stepeni u izgradi 3D karte koja omogućava vizuelno upravljanje .

## Magnetna mreža (Grid navigacija)
Ovaj sistem koristi odometrički princip, poput navigacije u brodovima i avionima. Dozvoljava da se definiše složena i ukrštena putanja. Neophodno je da se u pod stave određene referentne oznake i da se definišu putanje i položaj vozila. Ovde  točak prikuplja informacije o prethodno pređenom putu i prosleđuje ih računaru postavljenom na vozilo. Sa aspekta korisnika primena ovog sistema je veoma jednostavna i sastoji se u definisanju željene rute preko odgovarajućeg CAD programa. U ovu grupu vozila treba svrstati i vozila čija se kontrola i vođenje realizuje preko sistema globalnog pozicioniranja (GPS - Global Positioning Sistem).

## Rutiranje
Ruta je osnovna kontrolna funkcija koja određuje kojim najkraćim putem će vozilo preći put od tačke A do tačke B. Ovo je jedna od osnovnih kontrolnih funkcija AGV sistema.

## Upravljanje saobraćajem
Kod upravljanja saobraćajem prisutna su tri tipa upravljanja: zonsko upravljanje,forward sensing i kombinovano.
Zonsko upravljanje je najpopularnije i u praksi najčešće primenjeno upravljanje. Mreža saobraćajnica se deli u posebne zone (segmente) i pravilo zonskog upravljanja je bazirano na principu da u jednoj zoni sme da bude samo jedno vozilo ( jednovremeno).
Forward sensing se bazira na primeni senzora na AGV-u preko koga se detektuje eventualno prisustvo drugog vozila ispred posmatranog vozila.
Kombinovano upravljanje – kombinuje prethodna dva. 

## Upravljanje AGV vozilima
Upravljanja AGV-om može biti delimično automatizovano, gde čovek obavlja određene zadatke (spuštanje tereta, podizanje tereta, stavljanje tereta na radni organ...) I potpuno automatizovano autonomne jedinice za rukovanje teretom, sposobne za obavljanje velikog broja različitih zadataka.

## Baterija
Baterije AGV vozila se nalaze iznad pogonske jedinice i ispod električnih kontrola kućišta , što čini da je vrlo pristupačna i laka za održavanje. Baterija može biti tradicionalna sa olovom i kiselinom, gelom ili Ni-Cc tipa. Inače AGV vozila obično koriste baterije od 12-48 volti, različitog kapaciteta, pri čemu baterije mogu stajati na valjku što omogućava veoma laku zamenu baterije.

## Primena AGV-a u industrijskim procesima
Najveću revoluciju u primeni AGV su doživeli u montažnim procesima. U montažnim procesima se mogu koristiti kao mobilne radne platforme I kao fiksno radno mesto.
Mobilna radna platforma podrazumeva da se predmet rada postavi direktno na vozilo i da se montaža obavlja dok se ono nalazi na vozilu. Na taj način AGV postaje pokretna montažna linija kao što je to slučaj sa konvejerima. AGV kao fiksno radno mesto doprema predmet rada od jednog do drugo radnog mesta gde se istovaruje. Kada se obavi određena operacija, vozilo zahvata predmet i doprema ga do sledećeg radnog mesta.
AGV u kombinaciji sa vazdušnim jastucima obavljaju automatski transport teških tereta, kao što su čelični kalemovi koji teže čak 70t. U hemijskoj industriji AGV vozila se koriste za rukovanje opasnim materijama. Najnovija oblast primene je u prehrambenoj industriji, kao što je proizvodnja sireva gde vozila preuzimaju sireve sa proizvodnih mašina i prenose do skladišta za sazrevanje, odakle ih posle određenog vremena vraćaju u deo za pakovanje. Jedna od najnovijih primena AGV-a  je u industriji roto papira, gde vođena vozila premeštaju roto papir koji je težak i po nekoliko tona iz proizvodne hale do skladišta, pri čemu imaju sposobnost namotavanja papira sa proizvodne mašine na nosač postavljen na samo vozilo.